# Erzbistum Harare
Das Erzbistum Harare (lateinisch Archidioecesis Hararensis, englisch Archdiocese of Harare) ist eine in Simbabwe gelegene römisch-katholische Erzdiözese mit Sitz in Harare. Es umfasst die Distrikte Mazowe, Bindura, Shamva, Murewa, Rushinga (südlich des Flusses Mazowe), Mudzi, Mutoko, Kadoma, Chegutu, Harare, Goromonzi, Seke, Marondera, Charter und Buhera Wedze.

## Geschichte
Papst Leo XIII. gründete die Mission sui juris Sambesi am 2. Juli 1879 aus Gebietsabtretungen des Apostolischen Vikariates Natal. Am 9. März 1915 wurde sie zur Apostolischen Präfektur erhoben. Am 14. Juli 1927 nahm sie den Namen Apostolische Präfektur Salisbury an.
Mit dem Breve Compertum habemus wurde sie am 3. März 1931 zum Apostolischen Vikariat erhoben. Mit der Bulle Quod Christus wurde es am 1. Januar 1955 in den Rang eines Metropolitanerzbistums erhoben. Am 25. Juni 1982 nahm es den aktuellen Namen an.
Teile seines Territoriums verlor es zugunsten der Errichtung folgender Bistümer:
- 14. Juli 1927  an die Apostolische Präfektur Broken Hill;
- 4. Januar 1931 an die Mission sui juris Bulawayo;
- 2. Februar 1953 an die Apostolische Präfektur Umtali;
- 29. Juni 1953 an die Apostolische Präfektur Wankie;
- 17. Dezember 1973 an die Apostolische Präfektur Sinoia.

## Ordinarien

### Apostolische Präfekten von Sambesi
- Riccardo Sykes SJ (1915–1918)
- Edoardo Parry SJ (1918–1922)
- Roberto Brown SJ (1922–1929)

### Apostolischer Präfekt von Salisbury
- Roberto Brown SJ (1927–1929)

### Apostolischer Vikar von Salisbury
- Aston Sebastian Joseph Chichester SJ (4. März 1931 bis 1. Januar 1955)

### Erzbischöfe von Salisbury
- Aston Sebastian Joseph Chichester SJ (1. Januar 1955 bis 23. November 1956)
- Francis William Markall SJ (23. November 1956 bis 31. Mai 1976)
- Patrick Fani Chakaipa (31. Mai 1976 bis 25. Juni 1982)

### Erzbischöfe von Harare
- Patrick Fani Chakaipa (25. Juni 1982 bis 8. April 2003)
- Robert Christopher Ndlovu (seit 10. Juni 2004)

## Statistik
| Jahr | Bevölkerung | Bevölkerung | Bevölkerung | Priester     | Priester         | Priester       | Priester               | Ständige Diakone | Ordensleute  | Ordensleute      | Pfarreien |
| Jahr | Katholiken  | Einwohner   | %           | Gesamtanzahl | Diözesanpriester | Ordenspriester | Katholiken je Priester | Ständige Diakone | Ordensbrüder | Ordensschwestern |           |
| ---- | ----------- | ----------- | ----------- | ------------ | ---------------- | -------------- | ---------------------- | ---------------- | ------------ | ---------------- | --------- |
| 1950 | 44.279      | 1.023.567   | 4,3         | 82           | 2                | 80             | 539                    |                  | 27           | 308              |           |
| 1970 | 176.242     | 2.085.910   | 8,4         | 158          | 21               | 137            | 1.115                  |                  | 188          | 482              | 23        |
| 1980 | 209.187     | 2.197.844   | 9,5         | 119          | 28               | 91             | 1.757                  |                  | 133          | 467              | 9         |
| 1990 | 254.835     | 3.211.334   | 7,9         | 111          | 34               | 77             | 2.295                  |                  | 108          | 423              | 3         |
| 2000 | 400.586     | 4.515.578   | 8,9         | 151          | 41               | 110            | 2.652                  |                  | 253          | 411              | 3         |
| 2006 | 499.810     | 4.936.000   | 10,1        | 134          | 36               | 98             | 3.729                  |                  | 272          | 365              | 43        |
| 2013 | 565.000     | 5.544.000   | 10,2        | 163          | 59               | 104            | 3.466                  |                  | 294          | 302              | 54        |
| 2023 | 697.700     | 3.891.670   | 17,9        | 193          | 76               | 117            | 3.615                  |                  | 343          | 264              | 58        |